# Pieter van der Zijpe
Pieter van der Zijpe, ook Pierre de le Zype, heer van Olsene, Dentergem, Oude Walle en Vert-Bois († 29 februari 1404) was een Vlaams ridder en rechtsgeleerde. Hij was raadsheer van Filips de Stoute, en wordt beschouwd als de eerste voorzitter van de Raadskamer en de Raad van Vlaanderen. Ook was hij gouverneur van het soeverein baljuwschap Rijsel, Dowaai en Orchies (1390-1400).

## Leven
Zijn ouders waren wellicht ridder Gerard van der Zijpe en Catharina Heyman. Ten laatste in 1366 erfde hij van hen het leen Ten Ouden Walle in Dentergem. Op een onbekende plek en tijd werd hij doctor in de rechten. In 1384 bezat hij een leen dat afhing van de Burg van Brugge en in 1390 verwierf hij door grondruil met de Baudelo-abdij een heerlijkheid in Dentergem, die hij verhief tot leen van het kasteel van Kortrijk.
Ondertussen had Van der Zijpe zijn sporen verdiend. Froissart vermeldt dat Pierre de la Siepple kapitein was tijdens het Beleg van Ieper in 1383 en de stad met succes tegen de Engelsen verdedigde. Hij werd toen tot ridder geslagen en was in 1384-1386 baljuw van Ieper. Eerder was hij baljuw van Nieuwpoort geweest (1372-1375). In 1386 vinden we een vermelding van Pie de le Zippe als raadsheer, maar dat was hij al eerder onder de in 1384 overleden graaf Lodewijk van Male.
Diens opvolger Filips de Stoute voerde het Frans-Bourgondische bestuursmodel in: door een ordonnantie van 15 februari 1386 organiseerde hij binnen zijn grafelijke Camere van den Rade een financiële en een gerechtelijke sectie, die zich later zouden verzelfstandigen tot de Rekenkamer van Vlaanderen en de Raad van Vlaanderen. Met Henri de Mortaigne vormde Van der Zijpe het duo raadsheren die bij voorrang in de gerechtelijke sectie werkten. Van alle raadsleden was hij de hoogstgeplaatste. Dit voorzitterschap oefende hij uit tot zijn dood in 1404.
Omdat Filips de Stoute niet vaak in Vlaanderen was, stelde hij in 1387 Willem II van Namen aan als gouverneur. Van der Zijpe zetelde in de regentschapsraad die dit gouverneurschap omkaderde. Voorts was hij van 1390 tot 1400 gouverneur van het soeverein baljuwschap Rijsel-Dowaai-Orchies.
Hij werd begraven in de Sint-Pieterskerk van Rijsel, in de kapel Notre-Dame de la Treille, waar zijn grafschrift is opgetekend. Zijn echtgenote, Marie van Diksmuide, overleefde hem zeker tot 1440. Zijn zoon Jan van der Zijpe († 1449) werd hoogbaljuw van Gent.

## Voetnoten
1. ↑  In de Instruccion gevoegd bij de ordonnantie van 1386, luidde dit als volgt: 21° Des conseilliers dessus diz, messire Pierre de le Zippe sera le premier, chargiez de faire les responses et de prononcier les appointemens et de assembler le Conseil, où il appartendra et après lui, seront les chevaliers et autres selon leur orde. De andere jurist-raadsheer was ridder Henri de Mortaigne dit d'Espierre († 1414)
2. ↑  Chy gist noble homme messire PIERRE DE LE Zype, jadis docteur en loys, chevalier, seigneur de Denterghem, conseiller de monseigneur le comte de Flandres Loys, de Philippe, duc de Bourgongne, etc., gouverneur du souverain bailliage de Lille, Douay et Orchies et des appertenances, premier president à la Chambre du conseil, qui trespassa M CCCC IV, le XXIX° de fevrier. Priez pour s'ame